# David Brocken
David Brocken est un footballeur international belge né le 18 février 1971 à Lier (Belgique). 
Révélé au Lierse SK, il a joué comme défenseur au RSC Anderlecht et au Standard de Liège.
Il a obtenu deux sélections en équipe nationale en 1997 et en 2000.

## Palmarès
- International belge en 1997 et 2000 (2 sélections)
- Champion de Belgique en 1997 avec le Lierse SK
- Champion de Belgique en 2000 avec le RSC Anderlecht
- Champion de Norvège 2005 avec Vålerenga
- Vainqueur de la Coupe de Belgique en 1999 avec le Lierse SK
- Vainqueur de la supercoupe de Belgique en 1997  et 1999  avec le Lierse SK